# 241
سنة 241 م (بالأرقام الرومانية: CCXLI) كانت سنة بسيطة تبدأ يوم الجمعة (الرابط يظهر نموذج الجدول الزمني الكامل للسنة) من التقويم اليولياني. بدأت تسمية السنة ب241 منذ العصور الوسطى المبكرة، عندما أصبح تقويم أنو دوميني هو الأسلوب السائد في أوروبا لتسمية السنوات.

## أحداث
- الإمبراطور شابور الأول يتولى عرش الإمبراطورية للساسانية بعد موت أبيه أردشير الأول.

## وفيات
- الملك أردشير الأول مؤسس الإمبراطورية الساسانية.